# Кристиян Белич
Кристиян Белич (серб. Kristijan Belić, нар. 25 березня 2001, Сінт-Трейден, Бельгія) — сербський футболіст, опорний півзахисник нідерландського клубу АЗ.

## Ігрова кар'єра

### Клубна
Займатися футболом Кристиян Белич починав у Сербії в молодіжних командах белградських клубів. У 2015 році він приєднався до молодіжної команди англійського «Вест Гем Юнайтед». Ще два роки він провів в системі грецького клубу «Олімпіакос». В основі клубу Белич вперше зіграв у січні 2020 року у кубковому матчі. В чемпіонаті країни белич не провів жлдного матчу і в 2021 році повернувся до Сербії - до клубу «Чукарички».
А через рік як вільний агент белич приєднався до столичного клубу «Партизан».
У січні 2024 року футболіст перейшов до нідерландського клубу АЗ, з яким підписав контракт на чотири роки. І 20 січня дебютував у матчах Ередивізі.

### Збірна
У 2018 році у складі юнацької збірної Сербії (U-17) Белич брав участь у юнацькому чемпіонаті Європи в Англії, де зіграв у двох матчах.
У 2022 році Кристиян Белич провів дві гри у молодіжній збірній Сербії.